# Seguapallene micronesica
Seguapallene micronesica là một loài nhện biển trong họ Callipallenidae. Loài này thuộc chi Seguapallene. Seguapallene micronesica được miêu tả khoa học năm 1983 bởi Child.